# Эргастирий
Эргастирий или эргастерий (др.-греч. ἐργαστήριον, от др.-греч. ἐργαστομαι — работаю) — в Византийской империи мастерская или торговая лавка, а часто и то, и другое одновременно.
В кодексе Юстиниана торговцы, работавшие в эргастирии или занимавшиеся другой предпринимательской деятельностью, отличаются от illustres. Сопутствовавшие этому термину родовые обозначения εργαστηριακός (работник эргастирия) и εργαστηριάρχης (начальник эргастирия) существовали ещё в доримский период. Точно неизвестно, сколько эргастириев было в Константинополе, однако некоторое представление об этом могут дать новеллы 49 и 53 Юстиниана I, в которых речь идёт о 1100 мастерских, освобождённых от погребальных сборов. Кроме того, освобождались от налогов так называемые коллегиаты — лица, выделяемые от торгово-промышленных корпораций Константинополя для защиты города от пожаров. Во времена Юстиниана их насчитывалось 553. Таким образом, только освобождённых от уплаты налогов было 1663 эргастирия, а общее число их было, очевидно, гораздо больше.
Согласно источнику X века «Книга эпарха» эргастирии были у аргиропратов, вестиопратов, торговцев льном, изготовителей мыла, бакалейщиков, булочников и владельцев таверн.
В некоторых источниках указывается, что эргастирии могли располагаться на рыночной площади или форуме. В «Книге эпарха» указаны различные ограничения на использование эргастирия. Так, например, аргиропратам запрещалось работать где-либо, кроме эргастирия, а ткачам, наоборот, запрещалось торговать в своих эргастириях, и они должны были торговать своей продукцией вразнос. Разнообразные мастерские были раскопаны во многих античных городах; они могли быть собственностью землевладельцев, церквей, монастырей или государства. Внешний вид эргастириев регламентировал рескрипт V века, включённый в кодекс Юстиниана. Согласно ему, эргастирии, находившиеся в портиках зданий, не должны были загораживать их колонн. Размеры мастерских, располагавшихся в портиках на главной улице города Месе от Милия до Капитолия, не должны были превышать в ширину шести футов (включая стены), а в высоту семи футов. Через каждые четыре колонны в портиках полагалось оставлять проход. Наружную стену эргастирия предписывалось украшать мрамором.